# Le Fresne (Eure)
Le Fresne is een plaats en voormalige gemeente in het Franse departement Eure in de regio Normandië en telt 321 inwoners (1999). De plaats maakt deel uit van het  arrondissement Évreux.

## Geschiedenis
Le Fresne fuseerde op 1 januari 2018 met de gemeenten Le Mesnil-Hardray en Orvaux tot de commune nouvelle Le Val-Doré.

## Geografie
De oppervlakte van Le Fresne bedraagt 9,3 km², de bevolkingsdichtheid is 34,5 inwoners per km².
De onderstaande kaart toont de ligging van Le Fresne (Eure) met de belangrijkste infrastructuur en aangrenzende gemeenten.

## Demografie
Onderstaande figuur toont het verloop van het inwonertal (bron: INSEE-tellingen).